# Willow garage

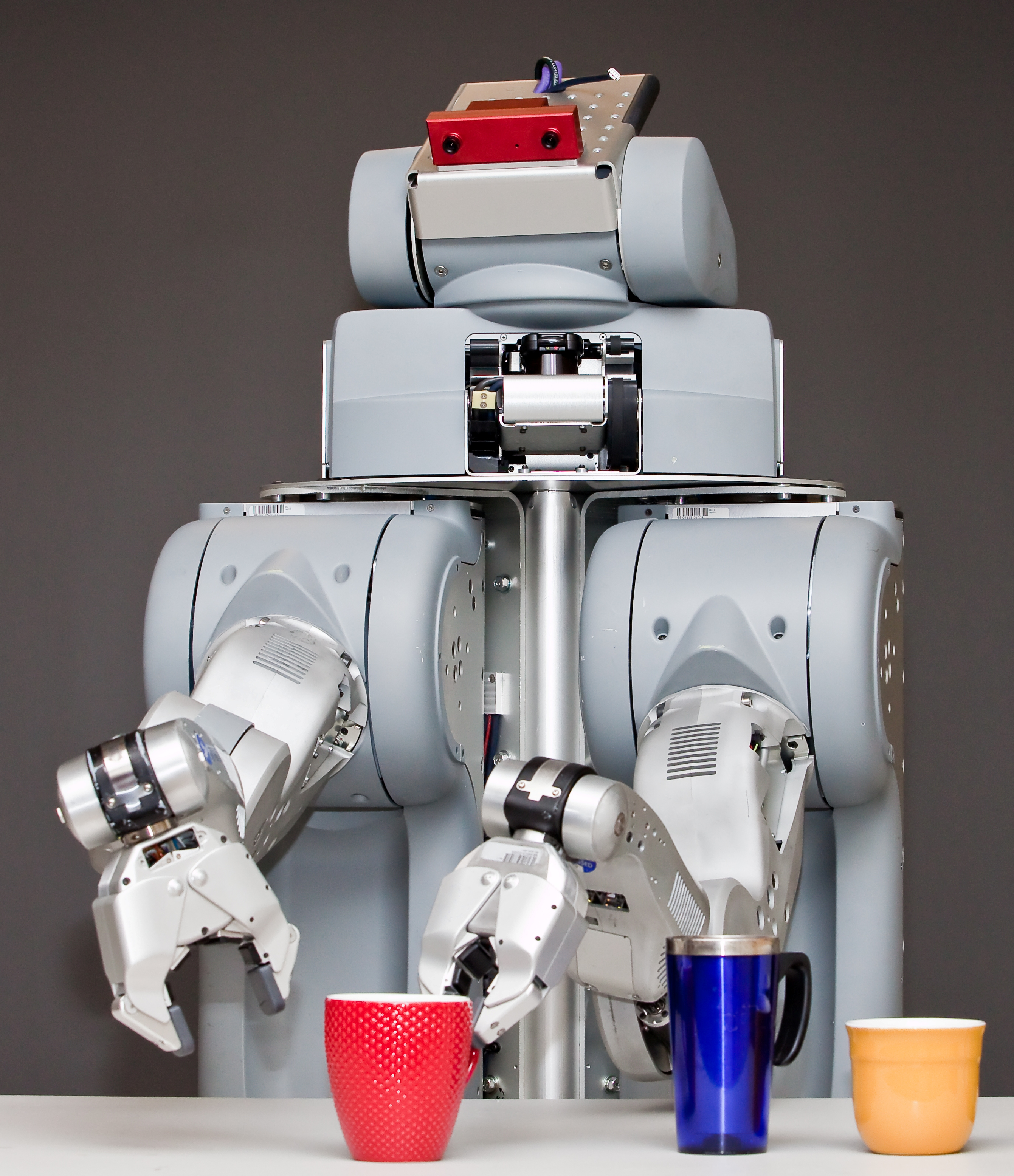
El robot PR2

Willow Garage era una incubadora de empresas y un laboratorio de investigación robótica dedicada a la creación de software de código abierto para las aplicaciones para robots personales. Scott Hassan, que hizo aportaciones al desarrollo de la tecnología de Google, fundó Willow Garage  en 2006. del cual Steve Cousins es el presidente y director ejectutivo actual. Se ubica en Menlo Park, California en los EE. UU.
En el segundo cuatrimestre de 2009, logró un hito al construir un robot que en forma autónoma podía abrir puertas, ubicar enchufes, y enchufarse a sí mismo a la corriente eléctrica (un video del cual está disponible en YouTube). La meta de su autodenominado tercer hito es crear una plataforma que puede servir como base para la creación de aplicaciones robóticas adicionales. En el primer trimestre de 2010, algunos científicos de la Universidad de California en Berkeley lograron programar el PR2 para doblar toallas.
El PR2 (“Personal Robot 2”) es un robot rodante del tamaño del ser humano con dos brazos articulados. Willow Garage tiene planes de ofrecerlo al público para la investigación académica e industrial en la robótica.
Willow Garage es el custodio de ROS (Robotic Operating System) y del depósito de la  visión artificial OpenCV. Ambos proyectos se amparan bajo la licencia BSD, una de las licencias de código abierto.
Willow Garage cerró sus puertas en junio de 2014.